# Знос твердосплавних пластинок

Знос твердосплавних пластинок - перелік основних видів зносу пластинок та вирішення проблеми зносу.

## Причини зносу
Тертя між стружкою і передньою поверхнею інструмента, між його головною задньою поверхнею і поверхнею різання заготовки призводить до зношування різального інструмента. В умовах сухого і напівсухого тертя переважним є абразивне зношування інструмента. Високі температури і контактні тиски викликають такі види зношування: окисне – руйнування поверхневих окисних плівок; адгезійне – виривання частинок матеріалу інструмента матеріалом стружки або заготовки внаслідок молекулярного зчеплення їх; термічне – структурні перетворення в матеріалі інструмента.

## Види
| Назва зносу                         | Опис зносу                                                                             | Зображення зносу | Схема зносу | Методи усунення |
| ----------------------------------- | -------------------------------------------------------------------------------------- | ---------------- | ----------- | --- |
| Знос по задній поверхні             | Абразивний знос на задній поверхні пластини                                            |                  |             | - вибрати більш зносостійкий твердий сплав - збільшити подачу - знизити швидкість різання - оптимізувати подачу емульсії |
| Пластична деформація                | Деформація кромки різання внаслідок перегріву та високих сил різання                   |                  |             | - вибрати більш зносостійкий твердий сплав - знизити подачу - зменшити глибину різання - оптимізувати подачу емульсії - знизити швидкість різання |
| Викришування                        | Невеликі відколи уздовж кромки різання                                                 |                  |             | - вибрати більш міцну марку твердого сплаву - використовувати державку більшого січення або з твердого сплаву, зменшити виліт інструменту - вибрати пластину з більш міцною геометрією стружколому - знизини швидкість різання                                                                      |
| Наростоутворення                    | Налипання матеріалу на кромку різання                                                  |                  |             | - збільшити швидкість різання - використовувати пластину з гострішою геометрією стружколому, з більшим переднім кутом - оптимізувати подачу емульсії - вибрати пластину з додатковою обробкою передньої поверхні                                                                                    |
| Лункоутворення на передній поверхні | Лункоподібні впадини на передній поверхні пластини                                     |                  |             | - знизити швидкість різання - вибрати пластину з більшим переднім кутом - вибрати більш зносостійкий твердий сплав з високим вмістом Al2O3 - оптимізувати подачу емульсії |
| Утворення проточин                  | Викришування матеріалу на глибину різання на пластині                                  |                  |             | - обробляти зі змінною глибиною різання - вибрати більш міцну марку твердого сплаву - знизити швидкість різання - вибрати більш відкриту геометрію стружколому - оптимізувати подачу емульсії - вибрати інструмент з меншим кутом в плані (к=45°/75°) - вибрати пластину з меншим кутом при вершині |
| Термотріщини                        | Численні тріщини перпендикулярно кромці різання, утворені в результаті теплового удару |                  |             | - при обробці з ударами не використовувати емульсію - знизити швидкість різання - знизити подачу - вибрати більш міцну марку твердого сплаву - вибрати пластину з більш міцною геометрією стружколому                                                                                               |

## Джерело
- www.manualsem.com[недоступне посилання з липня 2019]
- www.walter-tools.com [Архівовано 4 червня 2022 у Wayback Machine.]